# Спермезеу
Спермезеу (рум. Spermezeu) — село у повіті Бистриця-Несеуд в Румунії. Адміністративний центр комуни Спермезеу.
Село розташоване на відстані 351 км на північний захід від Бухареста, 31 км на північний захід від Бистриці, 71 км на північний схід від Клуж-Напоки.

## Населення
За даними перепису населення 2002 року у селі проживали 1484 особи, з них 1483 особи (99,9%) румунів. Усі жителі села рідною мовою назвали румунську.